# Ноу
Ноу (рум. Nou) — село у повіті Сібіу в Румунії. Входить до складу комуни Рошія.
Село розташоване на відстані 210 км на північний захід від Бухареста, 11 км на північний схід від Сібіу, 117 км на південний схід від Клуж-Напоки, 104 км на захід від Брашова.

## Населення
За даними перепису населення 2002 року у селі проживали 1500 осіб.
Національний склад населення села:
| Національність | Кількість осіб | Відсоток |
| -------------- | -------------- | -------- |
| румуни         | 1492           | 99,5%    |
| німці          | 7              | 0,5%     |

Рідною мовою назвали:
| Мова      | Кількість осіб | Відсоток |
| --------- | -------------- | -------- |
| румунська | 1494           | 99,6%    |
| німецька  | 6              | 0,4%     |